# Otto Gross
Otto Hans Adolf Gross (Gniebing, 17 marzo 1877 – Berlino, 13 febbraio 1919) è stato un neurologo, psicoanalista e filosofo austriaco.
Oppositore storico delle tesi di Sigmund Freud, mise in evidenza che le cause delle nevrosi individuali sono dovute a rapporti conflittuali tra l'individuo e la società e non al "problema sessuale". Divenne, dopo gli studi con Freud, un anarchico ed entrò a far parte della comunità utopista di Monte Verità.

## Biografia
Alfred Otto Gross era figlio unico di Hans Gross, il penalista-criminologo più celebre della monarchia asburgica. Nel 1899 frequenta l'università e si laurea in Medicina e Chirurgia. Consegue poi la specializzazione in Neurologia ed inizia a lavorare come neurologo e psicoterapeuta. Si imbarca come medico di bordo e parte per l'America del Sud, dove conosce e fa uso sperimentale di svariate droghe stupefacenti. Tra il 1901 e il 1902 è assistente medico volontario nelle cliniche psichiatriche di Monaco e Graz rispettivamente di von Gudden e di Gabriel Anton. In quel periodo pubblica gli articoli nella rivista del padre: Archiv für Kriminalanthropologie und Kriminalistik (Archivio di antropologia criminale e criminologia), di Lipsia. Nel 1902 pubblica un libro (influenzato da Freud e Jung e dalle teorie contro ogni repressione dell'anarchismo): La funzione cerebrale secondaria. Sposato con Frieda Schloffer, figlia di un avvocato povero di Graz, ma per niente fedele a lei (ha altri tre figli con tre altre donne, oltre a Peter, nato da Frieda), nel 1906 diventa docente universitario, ma abbandona quasi subito la cattedra per stabilirsi a Monaco, diventando assistente dello psichiatra Emil Kraepelin. Nel 1908 si dimette ufficialmente dall'Università di Graz.
Nel 1904 incontra Sigmund Freud e, senza rinnegare le tesi di Wernicke, integra nei suoi saggi le tesi freudiane, opponendosi però a queste su un punto essenziale: "La causa principale dei disturbi psichici non è la sessualità, ma il minore o maggiore adattamento dell'individuo alla società". Carl Gustav Jung, che lavorava nell'istituto Burghölzli (celebre ospedale di Zurigo, allora diretto da Eugen Bleuler), gli diagnostica la Dementia Praecox (Freud-Jung Briefwechsel nel 1908). Ciononostante Jung cerca di coinvolgerlo e, facendo leva sulle sue conoscenze mediche, lo tratta da collega e insieme da paziente. Gross ne approfitta e fugge dall'ospedale il 17 giugno 1908. In una lettera a Ernest Jones, datata 4 giugno 1909, Jung dice che non ha mai riposto maggior fiducia in un paziente né mai si è sentito più tradito quanto nei confronti di Otto Gross. Nel 1914 viene dichiarato incapace di intendere e volere, dando al padre piena custodia sul figlio. Quando l'anno successivo il padre muore, la custodia passa a Hermann Pfeiffer. Gross trascorre gli ultimi anni vagando tra diverse capitali europee, assuefatto all'uso della cocaina, per poi morire in un sanatorio di Pankow, alla periferia di Berlino.

## Opere
- Compendium der Pharmakotherapie für Polikliniker und junge Ärzte. Vogel, Lipsia, 1901
- Die cerebrale Sekundärfunction. Vogel, Lipsia, 1902
- Das Freud'sche Ideogenitätsmoment und seine Bedeutung im manisch-depressiven Irresein Kraepelins. Vogel, Lipsia, 1907
- Über psychopathische Minderwertigkeiten. Braumüller, Vienna/Lipsia, 1909 (riedizione: VDM Verlag Dr. Müller, 2006, ISBN 3-8364-0127-4)